# Ортеццано
Ортеццано (італ. Ortezzano) — муніципалітет в Італії, у регіоні Марке,  провінція Фермо.
Ортеццано розташоване на відстані близько 160 км на північний схід від Рима, 70 км на південь від Анкони, 18 км на південний захід від Фермо.
Населення — 794 особи (2014).

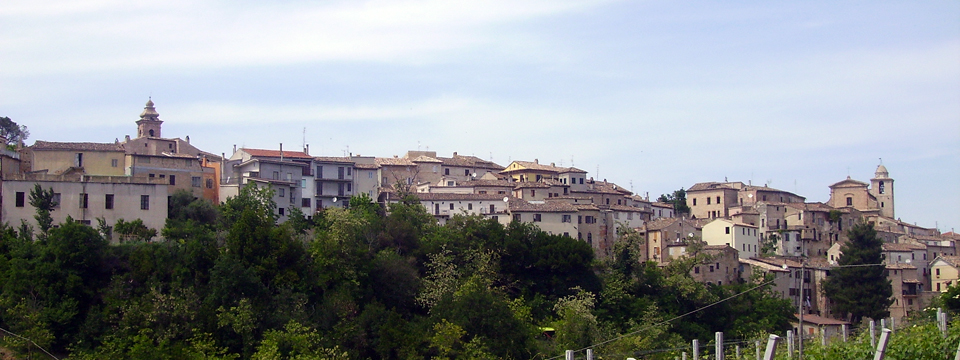

Щорічний фестиваль відбувається 30 вересня. Покровитель — San Girolamo.

## Демографія
Населення за роками:

Станом на 1 січня 2023 року в муніципалітеті офіційно проживало 78 іноземців з 14 країн, серед них 22 громадяни країн Євросоюзу та 2 громадяни України.

## Сусідні муніципалітети
- Карассаї
- Монтальто-делле-Марке
- Монте-Ринальдо
- Монте-Відон-Комбатте
- Монтоттоне